# Parque Memorial (Puerto España)
El Parque Memorial (en inglés: Memorial Park) es un parque urbano en el centro de la ciudad de Puerto España, la capital de la nación caribeña de Trinidad y Tobago. Memorial Park es un parque público de la ciudad construido en conmemoración de los veteranos de Trinidad de Tobago que sirvieron en la Primera Guerra Mundial y la Segunda Guerra Mundial cuando el país todavía era una colonia británica. Es uno de los parques urbanos más visitados de la ciudad.
Memorial Park está situado al sur de la Queens Park Savanna, al oeste de la calle Charlotte , al norte de la calle Keate , y adyacente a la Academia Nacional de las Artes Escénicas y el Museo Nacional y Galería de Arte ( National Museum and Art Gallery).